# Siméon Bourgois
Pour les articles homonymes, voir Bourgois.
Siméon Bourgois, né à Thionville le 26 mars 1815 et mort à Paris le 24 décembre 1887, est un amiral français.

## Biographie
Il sort de l'École navale en 1831.

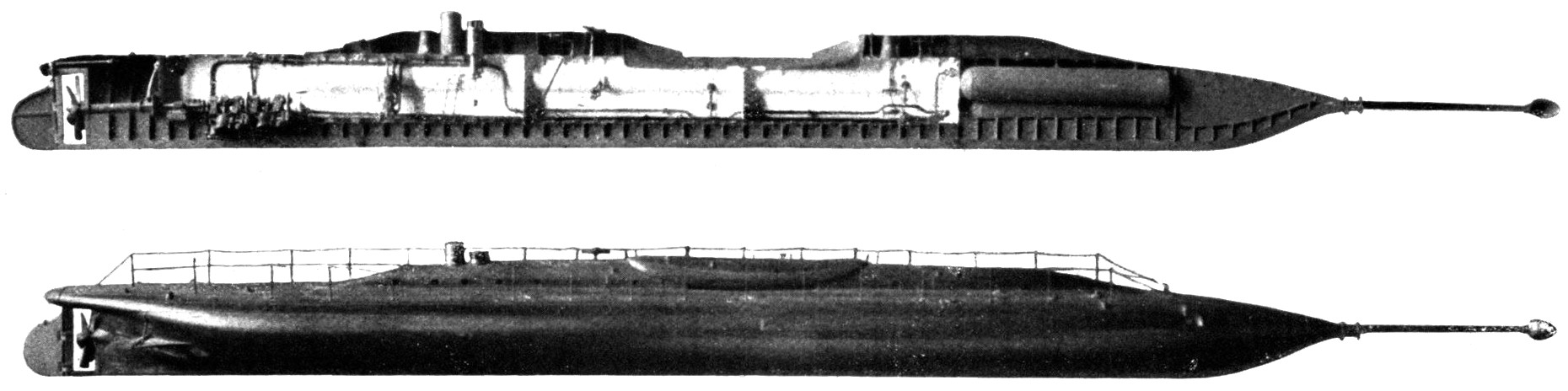
Le sous-marin Le Plongeur

Membre du Conseil d'amirauté et du comité hydrographique, il réalise un sous-marin expérimental, le  Plongeur, avec l'ingénieur Charles Brun.
Chef d'État-major de l'amiral Bouët-Willaumez en 1864, il est promu contre-amiral en 1868 et est nommé major de la Marine à Brest.
Il est nommé commandant de la Division des côtes occidentales d'Afrique en 1870 et administrateur colonial des Colonies de Gorée et dépendances.
Passé président de la Commission des défenses sous-marines et conseiller d'État en 1872, il est promu vice-amiral en 1875 et préfet maritime de Brest en 1877.

## Publications
- Les torpilleurs, la guerre navale et la défense des côtes (1888)
- Les Torpilles et le droit des gens (1886)
- De la navigation sous-marine appliquée à la défense des ports (1886)
- La Guerre de course, la grande guerre et les torpilles (1886)
- Du Roulis des navires en eau calme (1884)
- Tarif des douanes du Gabon (1884)
- Études sur les manœuvres des combats sur mer (1876)
- Réfutation du système des vents de M. Maury (1863)
- Renseignements nautiques recueillis à bord du Duperré et de la Forte pendant un voyage en Chine (1863)
- Mémoire sur la résistance de l'eau au mouvement des corps et particulièrement des bâtiments de mer (1857)
- Rapport à Son Excellence M. Ducos, ministre de la Marine, sur la navigation commerciale à vapeur de l'Angleterre (1854)
- Études sur l'application de l'hélice à la marine militaire (1851)
- Recherches théoriques et expérimentales sur les propulseurs hélicoïdes (1845)
- Théorie du gouvernail et ses applications aux mouvements giratoires des navires à vapeur